# Matteo Malaventura
Matteo Malaventura (Fano, 13 giugno 1978) è un ex cestista italiano.

## Carriera
Cresce cestisticamente nel settore giovanile della Scavolini Pesaro, squadra con cui debutta in Serie A1. Nel 1997 passa alla Libertas Forlì, che all'epoca militava in A2, prima di tornare a Pesaro per un anno. Da qui va a farsi le ossa in Serie B1 a Teramo, e successivamente trascorre un biennio alla Pallacanestro Biella dove contribuisce alla promozione nella massima serie, ottenuta al termine del campionato 2000-01.
Dopo aver esordito con la Nazionale maggiore fa ritorno alla Scavolini e vi rimane fino al 2005, debuttando in Eurolega nel suo ultimo anno di permanenza. Si trasferisce quindi a Roseto ma al termine della stagione cambia squadra complice il fallimento della società abruzzese: con la maglia rosetana realizza il suo career-high in Serie A segnando 25 punti nel match interno contro Biella. Nel 2006 Malaventura torna a calcare i parquet di Eurolega con l'ingaggio da parte di Napoli, che lo conferma anche per l'anno seguente.
Nell'estate del 2008 c'è la firma con la Fortitudo Bologna. Contro ogni pronostico, la squadra nel corso del campionato oscilla tra le zone basse della classifica finendo poi per chiudere al penultimo posto, maturando la retrocessione all'ultima giornata. A causa dei problemi finanziari societari i biancoblu non vengono ammessi in Legadue bensì in Serie A Dilettanti, terza serie del basket nazionale, ma Malaventura accetta di restare. Dopo il 2º posto in regular season, la Fortitudo si fa strada nei play-off fino ad arrivare a giocarsi tutto il 16 giugno 2010 al PalaGalassi di Forlì nel derby contro i padroni di casa: con la serie finale in bilico sul 2-2, gara5 è risolutiva nell'assegnazione della promozione. Malaventura chiude il match con 6/7 da tre, ma il canestro fondamentale lo realizza allo scadere proprio sulla sirena fissando il punteggio sul 80-81 per le Aquile bolognesi, che possono così festeggiare la promozione
Nell'estate del 2010 firma con Casale Monferrato, società militante in LegA2, in seguito alla retrocessione in prima divisione della Fortitudo. Passa quindi nel giugno 2013 alla Azzurro Napoli Basket, di cui diventa capitano.

### Statistiche nel Campionato Italiano
Dati aggiornati al 30 dicembre 2010
| Stagione        | Squadra                   | Competizione       | Partite | Partite | Partite | Statistiche tiro | Statistiche tiro | Statistiche tiro | Altre statistiche | Altre statistiche | Altre statistiche | Altre statistiche | Altre statistiche |  |
| Stagione        | Squadra                   | Competizione       | Pres.   | Titol.  | Minuti  | Tiri da 2        | Tiri da 3        | Liberi           | Rimb.             | Assist            | Rubate            | Stopp.            | Punti             |  |
| --------------- | ------------------------- | ------------------ | ------- | ------- | ------- | ---------------- | ---------------- | ---------------- | ----------------- | ----------------- | ----------------- | ----------------- | ----------------- |  |
| 1995-1996       | Scavolini Pesaro          | Serie A            | 7       | 2       | 6       | 0/1              | 1/1              | 0/0              | 0                 | 1                 | 0                 | 0                 | 3                 |  |
| 1996-1997       | Scavolini Pesaro          | Serie A            | 13      | 9       | 59      | 2/6              | 1/4              | 3/4              | 3                 | 0                 | 3                 | 0                 | 10                |  |
| 1997-1998       | C.Montana Forlì           | Serie A            | 33      | 28      | 300     | 28/46            | 8/23             | 9/16             | 28                | 6                 | 16                | 0                 | 89                |  |
| 1998-1999       | Scavolini Pesaro          | Serie A            | 36      | 23      | 225     | 11/21            | 6/19             | 11/14            | 15                | 6                 | 18                | 0                 | 51                |  |
| 2000-2001       | Fila Biella               | Serie A            | 36      | 36      | 785     | 55/120           | 44/122           | 27/37            | 50                | 24                | 36                | 0                 | 269               |  |
| 2001-2002       | Lauretana Biella          | Serie A            | 36      | 36      | 568     | 45/84            | 27/86            | 22/26            | 51                | 23                | 33                | 0                 | 193               |  |
| 2002-2003       | Scavolini Pesaro          | Serie A            | 34      | 34      | 560     | 22/69            | 31/98            | 13/16            | 42                | 13                | 34                | 2                 | 150               |  |
| 2003-2004       | Scavolini Pesaro          | Serie A            | 42      | 41      | 565     | 25/54            | 29/75            | 20/31            | 42                | 8                 | 36                | 0                 | 157               |  |
| 2004-2005       | Scavolini Pesaro          | Serie A            | 34      | 34      | 539     | 19/34            | 41/99            | 16/22            | 47                | 21                | 31                | 1                 | 177               |  |
| 2005-2006       | BT Roseto                 | Serie A            | 34      | 34      | 1111    | 77/148           | 60/201           | 51/59            | 109               | 61                | 49                | 1                 | 385               |  |
| 2006-2007       | Eldo Napoli               | Serie A            | 37      | 37      | 665     | 30/64            | 31/89            | 32/36            | 38                | 19                | 28                | 0                 | 185               |  |
| 2007-2008       | Eldo Napoli               | Serie A            | 34      | 34      | 855     | 44/99            | 59/163           | 34/39            | 63                | 55                | 48                | 0                 | 299               |  |
| 2008-2009       | GMAC Bologna              | Serie A            | 30      | 28      | 541     | 18/42            | 18/69            | 25/32            | 22                | 11                | 27                | 0                 | 115               |  |
| 2009-2010       | Amori Bologna             | Serie A Dilettanti | 28      | 27      | 865     | 79/146           | 51/135           | 61/67            | 64                | 51                | 62                | 0                 | 372               |  |
| 2010-2011       | Fastweb Casale Monferrato | Legadue            | 12      | 12      | 329     | 20/45            | 29/72            | 16/18            | 15                | 19                | 11                | 0                 | 143               |  |
| Totale Carriera |                           |                    | 446     | 415     | 7973    | -                | -                | -                | -                 | -                 | -                 | -                 | 2598              |  |
| Totale carriera |                           |                    |         |         |         |                  |                  |                  |                   |                   |                   |                   |                   |  |